# ابن القطان الفاسي
أبو الحسن علي بن القطان الفاسي (562 هـ - 628 هـ / 1167م - 1230م) من حفاظ الحديث النبوي ومحققيه، قرطبي الأصل من أهل فاس، أقام زمنًا بمراكش، رأس طلبة العلم بمراكش، وكان مقربًا من سلاطين دولة الموحدين، وامتحن سنة 621 هـ فخرج من مراكش، وعاد إليها واضطرب أمره، ثم ولي القضاء بسجلماسة، فاستمر إلى أن توفي بها.

## علمه بالحديث
- حدث عن: أبي عبد الله بن زرقون، وأبي بكر بن الجد، وأبي عبد الله بن الفخار وأكثر عنه، وأبي الحسن بن النقرات، والخطيب أبي جعفر بن يحيى، وأبي ذر الخشني وأخرين.[2]
- مرتبته في علوم الحديث: قال ابن القاضي: «كان من أبصر الناس بصناعة الحديث، وأحفظهم لأسماء رجاله، وأشدهم عناية بالرواية»، وقال الذهبي: «علقت من تأليفه كتاب "الوهم والإيهام" فوائد تدل على قوة ذكائه، وسيلان ذهنه، وبصره بالعلل، لكنه تعنت في أماكن، ولين هشام بن عروة، وسهيل بن أبي صالح، ونحوهما.»[2]

## حياته
هو علي بن محمد بن عبد الملك بن يحيى بن محمد بن يحيى بن إبراهيم بن خلصة بن سماحة الحميري الكتامي، أبو الحسن ابن القطان؛ وهو والد أبي محمد الحسن بن علي بن القطان، ولد بفاس فجر يوم عيد الأضحى من سنة 562 هـ الموافق 27 سبتمبر 1167، ثم انتقل إلى مراكش وأقام بها زمناً. وكان معَظمًا عند سلاطين الموحدين؛ فحظي كثيرًا عند أبو يوسف يعقوب بن يوسف المنصور منهم، فابنه الناصر، فالمستنصر بن الناصر، فأبي محمد عبد الواحد أخي المنصور، ثم أبي زكريا المعتصم بن الناصر.
حتى كان رئيس الطلبة، مصروفةً إليه الخططُ النبيهة، مرجوعاً إليه في الفتاوى. وكان ذاكرًا للحديث مستبحرًا في علومه، بصيراً بطرقه، عارفاً برجاله، ناقداً مميزاً صحيحه من سقيمه، ذا حظ من الأدب وقرض مقطعات الشعر. وَكَتَبَ بخطه كثيراً. وكانت تُنعى عليه مع ذلك أمور كثيرة، منها إفراط الكبر وشدة العجب؛ ومنها استعماله المسكر؛ ومنها غلوه في آل عبد المؤمن وإفراط تشيعه فيهم؛ ومنها إزراؤه بالعلم وأهله. وقد امتُحن في سنة 621 هـ، في ولاية عبد الله العادل، إذ صرفه هذا عن الخطط والأشغال التي كان يتولاها. ولما قتل العادل تولى بعده أبو العلاء إدريس المأمون، وكان بالأندلس؛ فأبطأ في العودة إلى مراكش؛ فنكث بعض أهل الحل والعقد بيعتهم له وصرفوها لابن أخيه يحيى المعتصم، وكان منهم ابن القطان، حرصاً منه على نيل الحظوة عند المعتصم. فعاد المأمون، وقتل الناكثين وانتهب أموالهم وشرد أهلهم، وحارب المعتصم وشيعته. ففر هو ومن معه إلى سجلماسة. فأدركت أبا الحسن ابن القطان منيته بها، مبطوناً حسيراً على ما فقد من أهله وبيته وكتبه، وذلك في 1 ربيع الأول 628 هـ الموافق 7 يناير 1231.

## تصانيفه
له تصانيف منها:
- بيان الوهم والإيهام الواقعين في كتاب الاحكام، انتقد به أحكام عبد الحق بن الخراط، قال ابن ناصر الدين: «ولابن القطان فيه وهم كثير نبه عليه أبو عبد الله الذهبي في مصنف كبير.»
- النظر في أحكام النظر.
- ونسب إليه نظم الجُمان لترتيب ما سلف من أخبار الزمان، نشر محمود علي مكي ما تبقى من هذا الكتاب في دار الغرب الإسلامي، بيروت، 1990 بعد 25 سنة من صدور طبعته الأولى بتطوان سنة 1964، وقال الزركلي ليس من تصنيفه.[1]
- أحكام الجنان.
- مسائل الإجماع.
- نقع الغلل ونفع العلل.
- برنامج مشيخته، عمله بعد سنة 625 هـ.
- وله مقالات: في الأوزان والمكاييل، وفي الإمامة، وفي الوصية للوارث، وفي التسفير، وفي معاملة الكافر، وفي فضل عاشوراء وما ورد في الإنفاق فيه على الأهل، وفي تحريم التسابّ.